# Ла-Фуева
Ла-Фуева (ісп. La Fueva, араг. A Fueba) — муніципалітет в Іспанії, у складі автономної спільноти Арагон, у провінції Уеска. Населення — 626 осіб (2009).
Муніципалітет розташований на відстані близько 400 км на північний схід від Мадрида, 60 км на північний схід від Уески.
На території муніципалітету розташовані такі населені пункти: (дані про населення за 2009 рік)
- Алуеса: 8 осіб
- Атіарт: 0 осіб
- Буетас: 29 осіб
- Ла-Кабесонада: 38 осіб
- Чаро: 35 осіб
- Формігалес: 30 осіб
- Фосадо: 28 осіб
- Фуендекампо: 29 осіб
- Ель-Умо-де-Муро: 17 осіб
- Ель-Умо-де-Раньїн: 11 осіб
- Алухан: 23 особи
- Медіано: 24 особи
- Морільйо-де-Монклус: 41 особа
- Ель-Посіно: 8 осіб
- Раньїн: 38 осіб
- Салінас-де-Трільйо: 9 осіб
- Самітьєр: 12 осіб
- Сампер: 20 осіб
- Сан-Хуан: 11 осіб
- Соліпуейо: 28 осіб
- Тьєррантона: 126 осіб
- Тронседо: 30 осіб
- Кането: 17 осіб
- Кламоса: 3 особи
- Лапенілья: 0 осіб
- Трільйо: 4 особи

## Демографія
Динаміка населення (INE ):